# Alan JAPAN PREMIUM BEST & MORE LIVE 2011
『alan JAPAN PREMIUM BEST & MORE LIVE 2011』（アラン ジャパン プレミアム ベスト アンド モア ライブ 2011）は、チベット族中国人女性歌手alanの日本における3rdコンサート。本項では公演内容を完全収録したDVDおよび同じ2011年7月に大阪と名古屋で開催されたライブ『alan Family Meeting』（アラン ファミリー ミーティング）もまとめて記載する。
前回、前々回のコンサートでは東京・大阪・名古屋で開催されたが、今回は東京のみとなり、代わりに大阪・名古屋では『alan Family Meeting』が開催された。

## コンサートツアー開催地
alan Family Meeting
1. 2011年7月14日 - BIG CAT (大阪)
2. 2011年7月15日 - ボトムライン (名古屋)

alan JAPAN PREMIUM BEST & MORE LIVE 2011
1. 2011年7月31日 - 昭和女子大学人見記念講堂

## alan Family Meeting
『alan Family Meeting』は全4回とも、前半が古坂大魔王を交えてのトーク、後半がalanによる歌唱。菊池一仁のギターによるセッションもあった。前半のトークはalanの自宅をイメージしたセットで行われた。

### 歌唱曲
歌唱曲は各回、多少異なり、以下の曲を中心に、5〜6曲歌った。
- 幸せの鐘 - 二胡: alan, ギター: 菊池一仁
- 君をのせて （『天空の城ラピュタ』のエンディングテーマ） - 二胡: alan, ギター: 菊池一仁
- チベット民謡 - ギター: 菊池一仁
- みんなでね 〜PANDA with Candy BEAR's〜
- 「生きる」
- 懐かしい未来〜longing future〜

## alan JAPAN PREMIUM BEST & MORE LIVE 2011
本公演ではニコニコ生放送でもネット配信された。

### 歌唱曲
赤と黒の衣装で登場。
1. BRAVE
2. 群青の谷
3. 風の手紙
4. 夢のガーデン - 二胡の演奏あり
5. 炫影〜Sharp Light〜 - 中国語版
6. eternal love 〜恋の花〜
7. 久遠の河
8. BALLAD〜名もなき恋のうた〜
9. ECHOES - 中国語版と日本語版両方
10. マイ・ハート・ウィル・ゴー・オン - 『タイタニック』主題歌
間奏曲は「名もなき種」。純白のドレスに衣装替え。
11. 幸せの鐘 - 中国語版と日本語版両方
12. 月がわたし
13. 東京未明
14. 「生きる」
15. ひとつ
16. 明日への讃歌
間奏曲は「木漏れ日」。間奏開けの導入は「Essence of me」。事前にニコニコ生放送でアンケートを採った衣装に衣装替え。
17. 空唄
18. Over the clouds
19. Call my name
20. Swear
21. 恵みの雨
1回目のアンコール。誕生日記念ケーキおよび記念撮影。
22. みんなでね 〜PANDA with Candy BEAR's〜
23. Venus Flower
24. my life
衣装替えして、2回目のアンコール。
25. 懐かしい未来〜longing future〜

### DVD
本公演の内容は2011年12月21日に規格品番 AVBD-91892 としてDVDにて発売された。初回盤は、全ての商品にalanが直筆でサインし、また、シリアルナンバー入りポストカードもつく。
DVD版は「炫影〜Sharp Light〜」「マイ・ハート・ウィル・ゴー・オン」「東京未明」「Call my name」「Venus Flower」がカットになり、最後に20分程度の特典映像が付いている。

### グッズ
ライブ用に販売されたグッズは以下の通り。
- Tシャツ (メンズ/レディース) (フォトカード1枚付)
- スポーツタオル
- トートバッグ (フォトカード1枚付)
- 扇子 (フォトカード1枚付)
- MY箸 (ステッカー付)
- スティックライト
- フォトカード (全12種)